# Expansionnisme américain sous Donald Trump
 (mai 2025).
La mise en forme du texte ne suit pas les recommandations de Wikipédia : il faut le « wikifier ».
Les points d'amélioration suivants sont les cas les plus fréquents. Le détail des points à revoir est peut-être précisé sur la page de discussion.
- Les titres sont pré-formatés par le logiciel. Ils ne sont ni en capitales, ni en gras.
- Le texte ne doit pas être écrit en capitales (les noms de famille non plus), ni en gras, ni en italique, ni en « petit »…
- Le gras n'est utilisé que pour surligner le titre de l'article dans l'introduction, une seule fois.
- L'italique est rarement utilisé : mots en langue étrangère, titres d'œuvres, noms de bateaux, etc.
- Les citations ne sont pas en italique mais en corps de texte normal. Elles sont entourées par des guillemets français : « et ».
- Les listes à puces sont à éviter, des paragraphes rédigés étant largement préférés. Les tableaux sont à réserver à la présentation de données structurées (résultats, etc.).
- Les appels de note de bas de page (petits chiffres en exposant, introduits par l'outil «  Source ») sont à placer entre la fin de phrase et le point final[comme ça].
- Les liens internes (vers d'autres articles de Wikipédia) sont à choisir avec parcimonie. Créez des liens vers des articles approfondissant le sujet. Les termes génériques sans rapport avec le sujet sont à éviter, ainsi que les répétitions de liens vers un même terme.
- Les liens externes sont à placer uniquement dans une section « Liens externes », à la fin de l'article. Ces liens sont à choisir avec parcimonie suivant les règles définies. Si un lien sert de source à l'article, son insertion dans le texte est à faire par les notes de bas de page.
- La présentation des références doit suivre les conventions bibliographiques. Il est recommandé d'utiliser les modèles {{Ouvrage}}, {{Chapitre}}, {{Article}}, {{Lien web}} et/ou {{Bibliographie}}. Le mode d'édition visuel peut mettre en forme automatiquement les références.
- Insérer une infobox (cadre d'informations à droite) n'est pas obligatoire pour parachever la mise en page.

Pour une aide détaillée, merci de consulter Aide:Wikification.
Si vous pensez que ces points ont été résolus, vous pouvez retirer ce bandeau et améliorer la mise en forme d'un autre article.
Le président américain Donald Trump a proposé divers plans et idées qui permettraient d’étendre l’influence politique et territoriale des États-Unis. Dans son deuxième discours inaugural, Trump a directement fait référence à une expansion territoriale potentielle des États-Unis et est devenu le premier président américain à utiliser l'expression « destinée manifeste » lors d'un discours inaugural,. Le dernier territoire acquis par les États-Unis l'a été en 1947 : il s'agissait des îles Mariannes du Nord, des îles Carolines et des îles Marshall. Parmi ces îles, seules les îles Mariannes du Nord deviendront un territoire américain, les autres devenant indépendantes dans les années 1980 et 1990 en vertu des accords de libre association.
Trump a déclaré pour la première fois en 2019 sa volonté d'annexer le Groenland, lors de son premier mandat. Depuis son élection pour un second mandat en 2024, Trump a également manifesté son désir d’annexer le Canada et le canal de Panama. Il a également suggéré d’envahir le Venezuela (en), d’annexer le Mexique, de prendre le contrôle de la bande de Gaza (en) et d’influencer l’orientation de l’Église catholique. La détermination de Trump à traiter l’hémisphère occidental comme une sphère d’influence américaine a été caractérisée comme une renaissance de la doctrine Monroe,.
Selon un sondage YouGov de février 2025, seulement 4 % des Américains soutiennent l'expansion américaine si elle nécessite la force militaire, 33 % des Américains soutiennent l'expansion sans recours à la force militaire ou économique, et 48 % des Américains s'opposent totalement à cette expansion.

## Canada
Trump a déclaré son intention d’imposer un tarif de 25 % sur toutes les marchandises en provenance du Canada afin de permettre au gouvernement canadien de mettre fin à ce qu’il considère comme une crise de migration illégale et une crise de la drogue à la frontière canado-américaine. Les responsables canadiens ont réagi en menaçant les États-Unis de mesures de rétorsion tarifaire et de l’arrêt de l’approvisionnement en énergie canadienne du nord des États-Unis. Trump a déclaré à plusieurs reprises son désir d'annexer le Canada aux États-Unis en tant que 51e État, réfutant l'insistance de certains selon laquelle il plaisantait,. Trump a parfois lié l'annexion à l'allègement des droits de douane,,,,.

État proposé de l'Alberta.

### Provinces de l'Ouest du Canada
Alors que l’Ontario et le Québec rejettent l’annexion par les États-Unis, les Albertains ont vu l’idée de manière beaucoup plus positive à l’approche des élections fédérales canadiennes de 2025, considérant leur culture comme plus proche de celle du Montana et des États-Unis que de celle de l’est du Canada. Un sondage réalisé en janvier 2025 par l'Institut Angus Reid a indiqué qu'environ 18 % des répondants de l'Alberta étaient favorables à la proposition d'annexion de Trump, soit le taux le plus élevé de toutes les provinces du Canada. Ce soutien à l'annexion a beaucoup augmenté depuis les élections fédérales de 2025, en conséquence directe de la réélection du Parti libéral dans l’Est du Canada.

## Groenland

### Projet d'acquisition

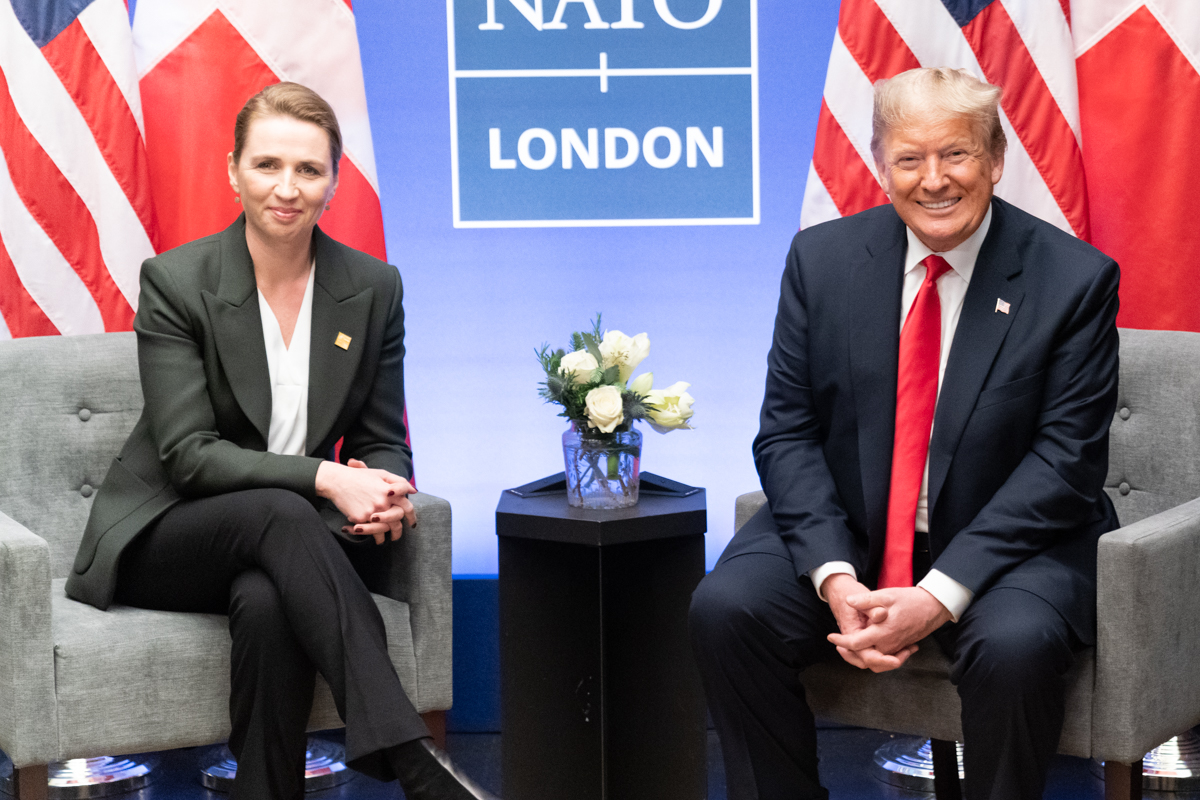
Trump avec la Première ministre danoise Mette Frederiksen en 2019.

En décembre 2024, Trump présente une nouvelle proposition d'acquisition du Groenland, décrivant la propriété et le contrôle de l'île danoise comme « une nécessité absolue » pour la sécurité nationale américaine. Cette proposition s'appuie sur une offre antérieure de Trump visant à acheter le Groenland au cours de son premier mandat, que le Royaume du Danemark a refusée, ce qui l'avait obligé à annuler sa visite d'août 2019 au Danemark. Le 7 janvier 2025, le fils de Trump, Donald Trump Jr., s'est rendu à Nuuk, la capitale du Groenland, aux côtés de Charlie Kirk, pour distribuer des chasquettes MAGA. Lors d'une conférence de presse le lendemain, Trump déclaré ne pas exclure un recours à la force militaire ou économique pour prendre le contrôle du Groenland ou du canal de Panama — tout en excluant toutefois un recours à la force militaire pour prendre le contrôle du Canada. Le 12 janvier, le vice-président J. D. Vance a déclaré à plusieurs reprises que le contrôle du Groenland était essentiel à la sécurité nationale des États-Unis et a déclaré qu'il y avait « un accord à conclure au Groenland ». Interrogé le 14 janvier par la sénatrice Mazie Hirono sur l'éventuel recours à la force militaire pour intégrer le Groenland aux États-Unis, le secrétaire américain de la défense Pete Hegseth a déclaré qu'il ne fournirait pas de détails lors d'un forum public. Le 14 janvier, les Nelk Boys (en), des youtubeurs affiliés à Trump, se sont également rendus à Nuuk, distribuant des dollars aux habitants.

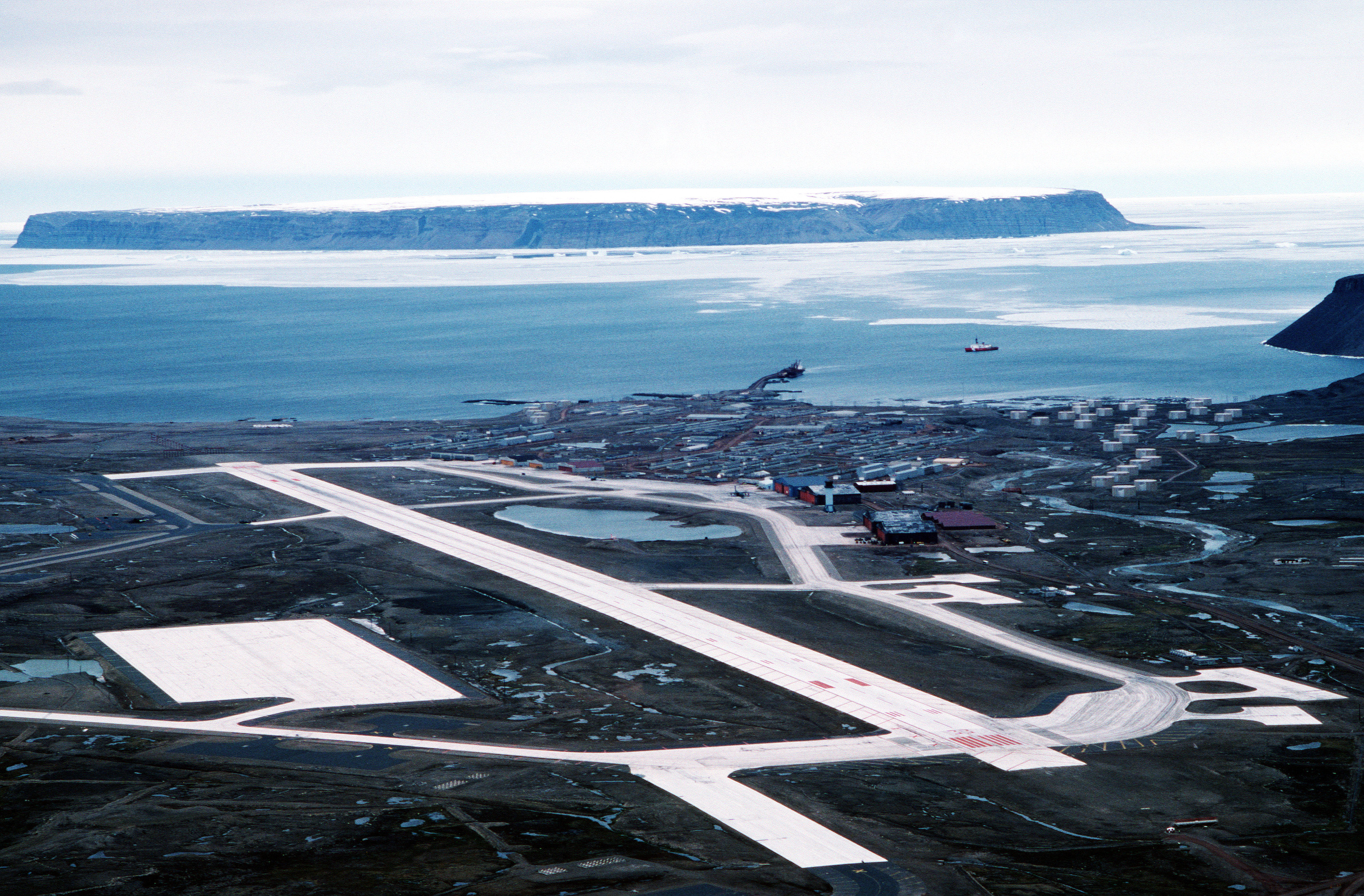
La Base spatiale de Pituffik, le site d'alerte aux missiles balistiques géré par les États-Unis au Groenland.

Le 16 janvier, les PDG des grandes entreprises danoises Novo Nordisk, Vestas et Carlsberg, entre autres, se sont réunis pour une réunion de crise au ministère d'État (en) afin de discuter de la situation,. Le lendemain, l'ancien directeur général du ministère danois des Affaires étrangères, Friis Arne Petersen, a qualifié la situation d'« historiquement inédite », tandis que Noa Redington, conseillère spéciale de l'ancienne première ministre Helle Thorning-Schmidt, a comparé la pression internationale sur le Danemark à celle qui avait été exercée lors de la controverse sur les caricatures de Mahomet dans le Jyllands-Posten en 2005. Le commentateur politique Henrik Qvortrup a déclaré le 17 janvier qu'une mention du Groenland lors du discours d'investiture de Trump le 20 janvier confirmerait le sérieux de Trump, faisant de la situation l'une des plus grandes crises internationales qu'ait connu Danemark depuis la Seconde Guerre mondiale.
Le 6 février 2025, un sondage réalisé par USA Today entre le 7 et le 10 janvier 2025 a été publié, montrant que seulement 11 % des Américains pensaient que Trump devrait acheter ou annexer le Groenland. 29 % des Américains ont déclaré qu'ils pensaient que l'acquisition du Groenland était une bonne idée mais irréaliste, et 53 % des Américains ont déclaré qu'ils ne soutenaient pas l'idée d'annexer le Groenland,.
Le 4 mai 2025, lors d'une interview sur NBC dans l'émission « Meet The Press », interrogé sur l'éventuel recours à la force militaire pour annexer le Groenland, Trump a répondu : « Je ne l'exclus pas. Je ne dis pas que je vais le faire, mais je n'exclus rien. Non, pas là. Nous avons cruellement besoin du Groenland. Le Groenland, c'est un très petit nombre de personnes, dont nous prendrons soin, et nous les chérirons, et tout cela. Mais nous en avons besoin pour la sécurité internationale. » 

#### Make Greenland Great Again Act
Le 13 janvier 2025, un projet de loi a été présenté à la Chambre des représentants des États-Unis par le représentant Andy Ogles pour autoriser le gouvernement des États-Unis à acquérir le Groenland au nom des États-Unis, accordant au Congrès une période d'examen de 60 jours avant l'intégration du territoire groenlandais aux États-Unis. À la date de son introduction, le projet de loi comptait 12 co-auteurs et avait été renvoyé à la Commission des affaires étrangères de la Chambre des représentants des États-Unis (en) pour examen.
Le 26 janvier 2025, l'ancien ministre du Groenland Tom Høyem a rappelé que l'accord de 1917 avec le Royaume-Uni était toujours en vigueur, leur donnant le droit de préemption en cas de vente des îles.

#### Red, White, and Blueland Act of 2025
Le 10 février 2025, le représentant républicain Buddy Carter a présenté un projet de loi qui rebaptiserait le Groenland en Red, White and Blueland (« Terre rouge, blanche et bleue ») et permettrait au président américain Donald Trump d'« acheter ou d'acquérir d'une autre manière » le Groenland,,. Carter a ajouté : « Lorsque notre négociateur en chef signera cet accord historique, nous accueillerons fièrement le peuple de ce qui est aujourd'hui le Groenland pour rejoindre la nation la plus libre de l'histoire. Le président Trump a à juste titre identifié cet achat comme une priorité de sécurité nationale. »  La loi donne au bureau du secrétaire à l'Intérieur six mois après son adoption pour s'assurer que les documents fédéraux sont mis à jour pour refléter le changement de nom.

## Saint-Siège
En février 2025, au milieu d'une crise sanitaire impliquant le pape François, il a été rapporté que, selon les observateurs politiques du Vatican, la Maison Blanche recherchait quelqu'un de « moins conflictuel » et qui n'aurait aucun mal à influencer un éventuel conclave. Le pape François est mort quelques heures après avoir reçu une brève visite du vice-président J. D. Vance, le 21 avril 2025. Après ses funérailles, Trump a déclaré qu'il « aimerait être pape », ce qui serait son « choix numéro un », lorsqu'un journaliste lui a demandé qui il aimerait voir succéder au pape François. L’aspiration de Trump a recueilli le soutien des sénateurs républicains,. Quelques jours plus tard, Trump partage une image générée par l'IA de lui-même vêtu d'une tenue papale, que beaucoup ont critiquée comme irrespectueuse et moqueuse de la mort du pape.

## Mexique
Trump a affirmé que les États-Unis subventionnaient le Mexique et que le pays devrait à ce titre devenir un État américain. Dans une interview accordée à NBC, Trump a déclaré : « Nous subventionnons le Mexique à hauteur de près de 300 milliards de dollars. Nous ne devrions pas le faire – pourquoi subventionnons-nous ces pays ? Si nous devons les subventionner, qu'ils deviennent des États. » 
Trump a également proposé de renommer le golfe du Mexique « golfe d’Amérique » (Gulf of America). Trump a proposé cette idée pour la première fois lors d’une conférence de presse et l’a mentionnée dans son discours inaugural. Lors de sa prise de fonction le 20 janvier, Trump a signé un décret renommant la partie du golfe allant du littoral américain à « la frontière maritime avec le Mexique et Cuba » en « Golfe d'Amérique » dans l'usage fédéral,.

## Palestine

### Bande de Gaza
Trump a proposé de réinstaller les Palestiniens de la bande de Gaza ailleurs, dans des pays comme l'Égypte et la Jordanie voisines, les États-Unis prenant le contrôle de la zone et la reconstruisant, après la guerre de Gaza. Trump a décrit ses ambitions de faire de Gaza « la Riviera du Moyen-Orient », dans laquelle « les peuples du monde » vivraient en harmonie,. Selon certaines informations, les États-Unis souhaiteraient réinstaller les Gazaouis en Syrie, au Soudan, au Maroc ou dans les régions somaliennes séparatistes du Puntland et du Somaliland,. En mai 2025, des rapports ont révélé que l'administration Trump travaillait sur un plan visant à relocaliser définitivement 1 million de Gazaouis en Libye, tout en offrant la libération d'environ 30 milliards de dollars de fonds gelés par les États-Unis depuis le renversement du régime de Mouammar Kadhafi en échange de l'accord des autorités libyennes,.
Le 21 février 2025, après l'opposition des États arabes, Trump a déclaré qu'il « recommanderait », mais n'appliquerait pas, son plan de prise de contrôle de Gaza par les États-Unis et de réinstallation de la population palestinienne,. Le 15 mai 2025, lors de sa visite présidentielle au Qatar, Trump a réitéré son désir de voir les États-Unis prendre le contrôle de la bande de Gaza et « en faire une zone de liberté ».
Le 26 février 2025, Trump a publié une vidéo générée par IA sur le média Truth Social. La vidéo s'ouvre sur des images de Gaza déchirées par la guerre avant de passer à des vidéos d'une station balnéaire, comprenant des plans d'Elon Musk en train de manger et de danser, des danseuses du ventre barbues, et Trump et le Premier ministre israélien Benjamin Netanyahou — tous deux torse nu — buvant au bord d'une piscine. Les créateurs de la vidéo ont déclaré qu'ils ne savaient pas comment Trump avait obtenu la vidéo et ont critiqué Trump pour avoir publié la vidéo sans crédit ni permission, ajoutant qu'ils ne soutenaient pas la « machine de propagande » de Trump.

## Panama

### Zone du canal de Panama
En 2024, Trump a exigé que le Panama rende le contrôle du canal de Panama aux États-Unis en raison des « tarifs excessifs » facturés pour le passage américain. Si les États-Unis prenaient le contrôle du canal de Panama, ce serait la première fois qu’ils contrôleraient le territoire panaméen depuis l’invasion du Panama par les États-Unis en 1989.
Le 7 janvier 2025, Trump a déclaré qu’il n’avait pas exclu le recours à l’armée pour prendre le contrôle du canal de Panama. Le lendemain, le 8 janvier 2025, la secrétaire de presse adjointe du Pentagone, Sabrina Singh, a refusé de répondre à la question d'un journaliste concernant l'utilisation potentielle de la force militaire pour annexer le canal de Panama. Le 14 janvier 2025, le candidat présumé au poste de secrétaire à la Défense des États-Unis, Pete Hegseth, a refusé de répondre à une question de la sénatrice Mazie Hirono sur l'utilisation potentielle de la force militaire pour prendre le canal de Panama et le Groenland et s'il se conformerait à un ordre lui enjoignant de le faire.
Lors de son premier voyage officiel à l'étranger, le secrétaire d'État Marco Rubio se rend au Panama pour faire pression en faveur de la récupération du canal de Panama pour les États-Unis,.
Le 28 janvier 2025, le Sénat des États-Unis a tenu une audience sur le canal de Panama,. Au cours de l'audience, un groupe bipartisan de sénateurs a affirmé que la Chine maintenait une influence sur le canal de Panama, la sénatrice démocrate Maria Cantwell déclarant : « Je suis préoccupée par les ports chinois au Panama et leur proximité avec le canal. » Une société basée à Hong Kong gère deux des cinq ports du canal, et le secrétaire général du Parti communiste chinois Xi Jinping a intégré le canal dans son initiative « Ceinture et Route ».
Le 2 février 2025, le président américain Donald Trump a déclaré aux journalistes qu'il avait « juré » de « reprendre » le canal de Panama et a mis en garde contre une « action américaine puissante » en déclarant : « La Chine gère le canal de Panama qui n'a pas été donné à la Chine, qui a été donné au Panama de manière stupide, mais ils ont violé l'accord, et nous allons le reprendre, ou quelque chose de très puissant va se produire, ».  
Le 5 mars 2025, la société d'investissement américaine BlackRock a annoncé qu'un consortium, comprenant également Global Infrastructure Partners et Terminal Investment Limited, achèterait la participation de 80 % de CK Hutchison dans Hutchison Port Holdings, qui possède des ports à chaque extrémité du canal. Selon le New York Times, la famille Li, basée à Hong Kong, se sentait « sous pression politique pour quitter le secteur portuaire » ; les discussions avec BlackRock au sujet du canal de Panama avaient commencé seulement quelques semaines auparavant, coïncidant avec le début de l'administration Trump,.
En mars 2025, Trump a déclaré au Congrès que son administration « reprendrait possession du canal de Panama ». Ce même mois, le secrétaire à la Défense Pete Hegseth a demandé à l'administration Trump de présenter « immédiatement » des « options militaires crédibles pour garantir un accès militaire et commercial américain juste et sans entrave au canal de Panama ».
Le 9 avril 2025, lors d'une visite au Panama, le secrétaire américain à la Défense, Pete Hegseth, a suggéré que les États-Unis pourraient « relancer » des bases militaires ou des bases aéronavales au Panama en y stationnant des soldats américains,.

#### Accord de sécurité conjoint
Le 10 avril 2025, un accord conjoint a été signé entre les États-Unis et le Panama qui permettrait le déploiement de troupes américaines au Panama à condition que le gouvernement panaméen en accepte le principe,,.

#### Panama Canal Repurchase Act
Le 9 janvier 2025, un projet de loi a été présenté à la Chambre des représentants des États-Unis par le représentant Dusty Johnson pour autoriser le gouvernement des États-Unis à acquérir la zone du canal de Panama au nom des États-Unis. À la date de présentation, le projet de loi comptait 16 co-parrains et avait été renvoyé à la commission des affaires étrangères de la Chambre des représentants des États-Unis pour examen.

## Venezuela
Lors de sa campagne en Caroline du Nord en juin 2023, Trump a déclaré aux journalistes : « Quand je suis parti, le Venezuela était prêt à s'effondrer. L'aurions nous repris, nous aurions récupéré tout ce pétrole. » Le secrétaire d'État Marco Rubio a déclaré que « toutes les options devraient rester sur la table » pour destituer Maduro du pouvoir et restaurer la démocratie au Venezuela. Le site web Axios a rapporté que le président Donald Trump et son équipe souhaitaient un changement de régime au Venezuela similaire à la chute du régime d'Assad. La gouverneure portoricaine Jenniffer González-Colón a déclaré dans une lettre adressée au président américain Donald Trump que Maduro « est une menace ouverte pour les États-Unis, notre sécurité nationale et la stabilité dans la région, ». Le 27 avril 2025, l’administration Trump a commencé à désigner un gang vénézuélien connu sous le nom de Tren de Aragua comme une organisation terroriste internationale parrainée par l’État vénézuélien.

## Réactions internationales
De nombreux hommes politiques en dehors des États-Unis ont critiqué les envies d'annexion de Donald Trump. Beaucoup ont également comparé les commentaires de Trump sur le Canada, le Groenland et le Panama aux commentaires du président russe Vladimir Poutine sur l'Ukraine et aux commentaires du secrétaire général du PCC Xi Jinping sur Taïwan,,,.
Les experts estiment que le président américain possède une vision impérialiste, à tel point que l'ancien ambassadeur américain auprès de l'OTAN, Ivo Daalder, a déclaré que sous l'administration Trump, l'ordre fondé sur la loi et les règles acceptées par tous a effectivement cessé d'exister.
Selon un sondage conjoint Washington Post - ABC News - Ipsos réalisé en avril 2025, 68 % des Américains (dont 81 % des démocrates, 58 % des républicains et 65 % des indépendants) pensent que Trump envisage sérieusement de prendre le contrôle du Groenland. Dans le même sondage, 53 % des Américains (dont 75 % des démocrates, 35 % des républicains et 49 % des indépendants) pensent que Trump est sérieux dans sa volonté de prendre le contrôle du Canada. Le sondage a également montré le pourcentage d’Américains qui seraient favorables à la prise de contrôle du Canada et du Groenland. 22 % des Américains étaient favorables à l’annexion du Groenland et 76 % s’y opposaient, tandis que 13 % des Américains étaient favorables à l’annexion du Canada et 86 % s’y opposaient.

### Canada
Les propositions de Donald Trump concernant l’annexion du Canada ont été largement rejetées au Canada, suscitant la condamnation unanime des principaux partis politiques et exacerbant les tensions entre le Canada et les États-Unis. Un sondage Angus Reid indique que 90 % des Canadiens s’opposent fermement à l’idée de devenir le 51ᵉ État américain, ce qui a entraîné une montée marquée du nationalisme, notamment au Québec,. Une étude de l’Université de Toronto estime qu’une occupation américaine provoquerait une guerre de résistance prolongée. La spécialiste Aisha Ahmad souligne que même si seulement 1 % de la population canadienne résistait, cela représenterait 400 000 insurgés, soit dix fois plus que les talibans face aux forces américaines en Afghanistan. Les dirigeants politiques canadiens, dont Justin Trudeau,, Pierre Poilievre et le nouveau Premier ministre Mark Carney,, ont fermement rejeté cette idée, affirmant que le Canada restera un pays souverain et indépendant.

### Danemark et Groenland
Les réactions au Danemark et au Groenland ont été fermement opposées à toute idée d’annexion par les États-Unis. Le gouvernement danois a répété que « le Groenland n’est pas à vendre »,,,, tandis qu’un sondage a montré que 85 % des Groenlandais rejettent cette idée,. Cependant, bien que 45 % considèrent Donald Trump comme une menace, 43 % le voient comme une opportunité,, révélant des opinions partagées. Le Premier ministre groenlandais Múte Bourup Egede a déclaré que l’avenir du Groenland serait décidé par les Groenlandais eux-mêmes, exprimant aussi un rejet de la domination danoise. Le Premier ministre danois Mette Frederiksen a appelé à l’unité européenne face aux pressions américaines, tout en indiquant que le Danemark, militairement affaibli par ses aides à l’Ukraine, ne pourrait pas défendre seul le Groenland en cas d’agression. Le Groenland a également introduit une loi interdisant les dons politiques étrangers pour protéger ses élections.
Sur le plan international, la majorité des dirigeants européens ont exprimé leur soutien au Danemark. La France s’est dite prête à envoyer des troupes au Groenland si le Danemark le demandait,,,, et le secrétaire général de l’OTAN, Mark Rutte, a proposé un déploiement de soldats de l’Alliance. Le chancelier allemand Olaf Scholz a rappelé que « les frontières ne doivent pas être modifiées par la force ». La Russie suit la situation de près, sans encore réagir concrètement. En Italie, la Première ministre Giorgia Meloni a relativisé les propos de Trump, y voyant plutôt un message adressé aux grandes puissances qu’un véritable projet (such as China). 
En guise de réponse satirique aux ambitions de Trump, des Danois ont lancé une pétition pour acheter la Californie pour 1 000 milliards de dollars, promettant d’y apporter des pistes cyclables, du smørrebrød bio et de rebaptiser l’État « New Denmark ». Cette initiative humoristique a rassemblé plus de 200 000 signatures en moins de 12 heures,.

### Mexique
La présidente mexicaine Claudia Sheinbaum a fermement rejeté les suggestions d’annexion de Donald Trump, affirmant que le Mexique est un pays libre, souverain et indépendant. En réponse au renommage du golfe du Mexique, elle a déclaré que cela n’avait aucune validité juridique et a proposé, avec ironie, que Google Maps affiche plutôt une carte de l’América Mexicana couvrant les États-Unis.

### Venezuela
Le 13 janvier 2025, le président vénézuélien Nicolás Maduro a appelé à une campagne militaire pour « libérer » Porto Rico, avec l’appui du Brésil, de Cuba et du Nicaragua,,. Lors d’un discours, il a déclaré que la libération de Porto Rico faisait partie de l’héritage de Simón Bolívar et que, face à l’agenda de colonisation venant du Nord, l’Amérique latine devait mener une lutte, armée si nécessaire, pour défendre la paix et sa souveraineté.

### Panama
Les Panaméens considèrent le Canal de Panama comme un élément clé de leur identité nationale, et de nombreuses manifestations anti-américaines ont eu lieu depuis décembre 2024 en réponse aux propositions de Donald Trump concernant la « récupération » du canal,,. Lors d’un sondage réalisé en avril 2025, 81 % des Panaméens ont exprimé leur préférence pour la gestion du canal par l’Autorité du Canal de Panama, rejetant en grande majorité l’idée d’une administration américaine. Le président panaméen José Raúl Mulino a fermement refusé ces revendications, réaffirmant que la souveraineté de Panama sur le canal est non négociable, tandis que d’autres dirigeants, comme l’ambassadeur de Panama à l’ONU et l’ex-président Ernesto Pérez-Balladares, ont averti que toute tentative d’intervention militaire américaine entraînerait des conséquences graves et l’opposition internationale.
La signature d’un accord de sécurité conjoint entre le Panama et les États-Unis a déclenché une vague massive de protestations à travers le pays,, accusé par de nombreux Panaméens de compromettre la souveraineté nationale. Des milliers de manifestants, dont des syndicats, des étudiants et des groupes autochtones, ont dénoncé le président José Raúl Mulino, le qualifiant de « traître »,, et ont exigé l’annulation de l’accord, qui autoriserait la présence militaire étrangère. Des leaders politiques comme Ricardo Lombana ont parlé d’« invasion sans un coup de feu »,, tandis que des figures syndicales ont dénoncé une trahison envers les générations ayant lutté pour l’indépendance du canal. Malgré des semaines de grèves et manifestations massives, Mulino a annoncé qu’il ne renégocierait pas l’accord. Parallèlement, des recours juridiques ont été engagés contre lui, l’accusant de violation de la Constitution panaméenne et des traités Torrijos–Carter, et de possibles crimes contre la personnalité internationale de l’État, passibles de lourdes peines de prison.
La Chine a fermement condamné les déclarations américaines concernant le canal de Panama, les qualifiant de mensongères, hégémoniques et motivées par une volonté de réduire l’influence chinoise dans la région. Le porte-parole du ministère chinois des Affaires étrangères, Lin Jian, a dénoncé une tentative américaine de manipulation et d’intimidation, tandis que l’ambassade de Chine à Panama a accusé l’administration Trump de chantage. Pékin a salué le rejet par le président panaméen Mulino des accusations infondées sur une prétendue ingérence chinoise.